# Faridkot
Faridkot – miasto w Indiach, w stanie Pendżab. W 2011 roku liczyło 87 695 mieszkańców.